# Canadair CL-415
Canadair CL-415 (Super Scooper) – kanadyjski gaśniczy samolot-amfibia produkowany w latach 1994–2015 przez przedsiębiorstwo Canadair (od 1986 Bombardier) i od 2016 przez firmę Viking Air po przejęciu programu CL-415. CL-415 jest rozwinięciem Canadair CL-215 i jest przystosowany do lotu z niewielką prędkością oraz do lądowania zarówno na lądzie, jak i na powierzchni wody, a jego głównym zastosowaniem jest gaszenie pożarów z powietrza. Ma również zastosowanie w lotach patrolowych, oraz w akcjach ratowniczych.

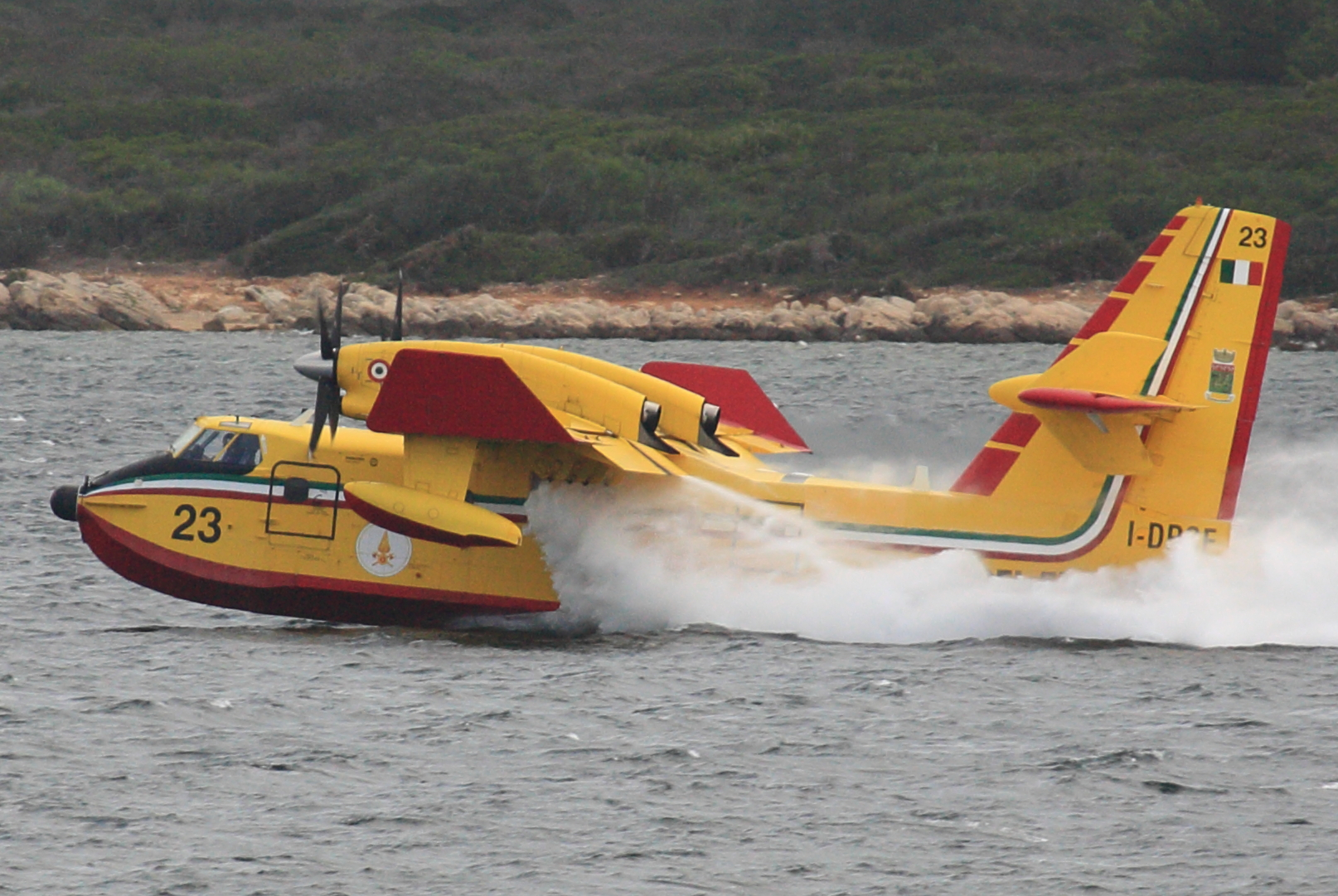
Włoski Canadair CL-415 podczas operacji pobierania wody w czasie przelotu nad lustrem zbiornika wodnego i wylewający nadmiar wody przez otwory przelewowe pod skrzydłami

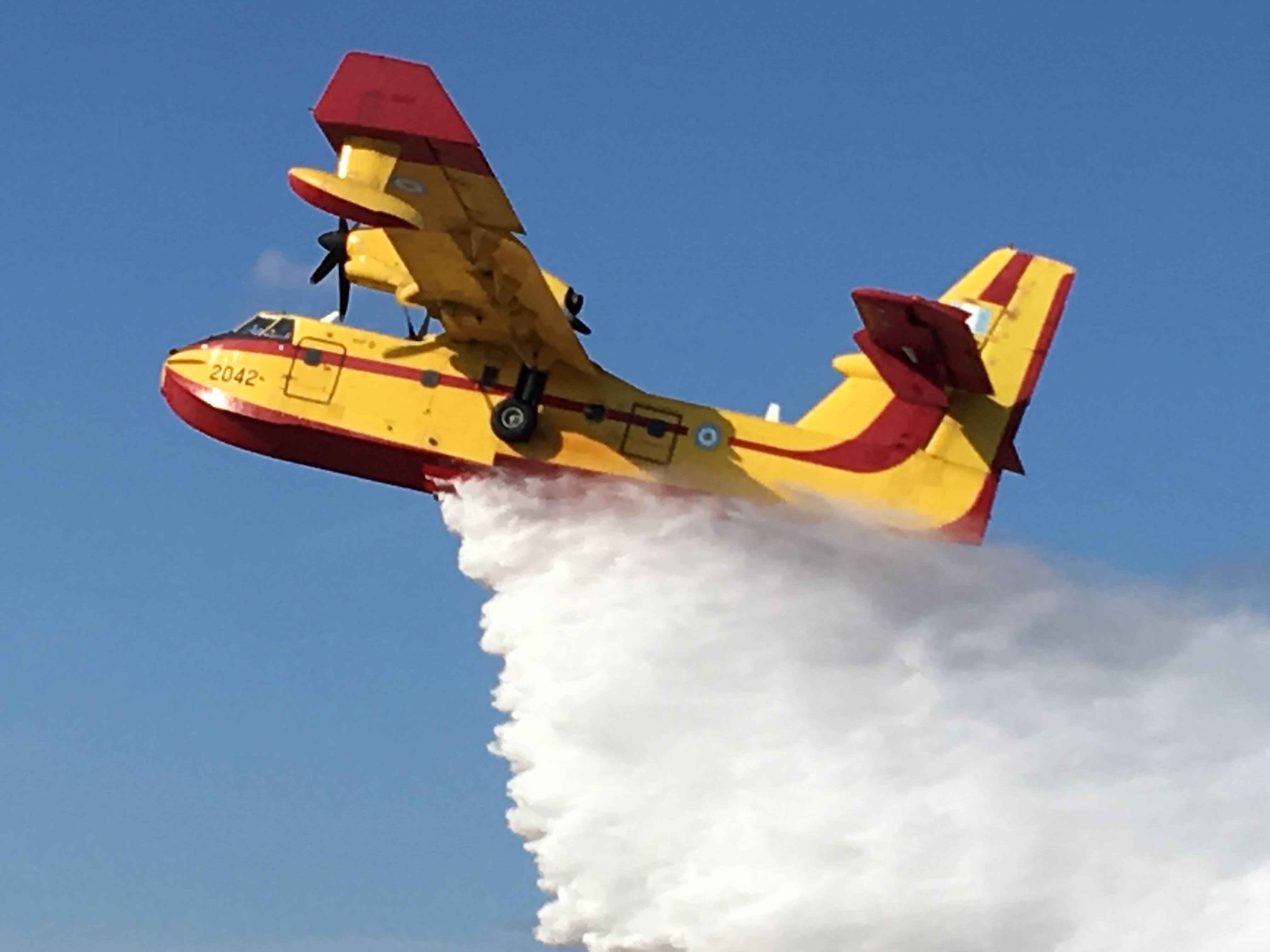
Canadair CL-415 podczas operacji zrzucania wody

## Historia
Prace nad CL-415 rozpoczęły się na początku lat 90.. Po pozytywnych wynikach modernizacji CL-215, polegającej przede wszystkim na zastosowaniu nowych silników turbośmigłowych (Canadair CL-215T) zamiast wcześniejszych tłokowych silników gwiazdowych, postanowiono podjąć seryjną produkcję samolotu w tej konfiguracji, mogącego zabierać większą ilość środków gaśniczych. Wchodzący do produkcji w 1993 samolot, oprócz nowych silników, charakteryzował się licznymi modernizacjami w stosunku do CL-215, szczególnie w zakresie kokpitu i aerodynamiki (modyfikacja końcówek skrzydeł i statecznika poziomego), w celu uzyskania lepszych osiągów. W czasie tzw. manewru touch-and-go dno kadłuba zanurza się lekko w wodzie i samolot przy prędkości 160 km/h w ciągu 12 sekund nabiera do czterech wewnętrznych zbiorników 6 123 litrów wody, które następnie może zrzucić na ognisko pożaru w ciągu 3 sekund. Zanim rozpoczęła się faza produkcyjna programu, jego właścicielem był Bombardier, który kontynuował produkcję do 2015. W październiku 2016 program CL-415 został przejęty przez firmę Viking Air i jest produkowany w zmodernizowanej wersji Canadair CL-415EAF (Enhanced Aerial Firefighter)  wraz z prawem serwisowania jednostek serii CL-215 i CL-415 u ich użytkowników.
Prowadzone są prace nad następcą Canadair CL-415, przemianowanego na DHC-515 i mającego być produkowanym w Victorii i Calgary przez de Havilland Canada. DHC-515 oferuje 12-15 procentowy wzrost wydajności przy jednoczesnym obniżeniu kosztów utrzymania i eksploatacji. Powiększone zbiorniki pozwolą mu na nabranie w ciągu 14 sekund 7 000 litrów wody. De Havilland Canada Canadair 515 jest nadal w fazie rozwoju. Oczekiwany czas otrzymania certyfikatu dla nowego typu amfibii to rok 2025.

## Użytkownicy
- Chorwacja - 6 maszyn
- Hiszpania - 4
- Kanada - 17
- Francja - 12
- Grecja - 7
- Malezja - 2
- Maroko - 5
- USA - 4
- Włochy - 19

## Wypadki
- 11 listopada 1997 samolot CL-415 o rejestracji F-ZBFQ w okolicy Marsylii (Francja) przy miejscowości La Ciotat podczas zajęć treningowych w czasie lądowania na wodzie pojawiły się silne turbulencje i w czasie próby startu samolot przewrócił się na grzbiet. Zginął jeden pilot, drugi był ranny[5]
- 16 sierpnia 2003 samolot CL-415 o rejestracji I-DPCN rozbił się w wąskiej dolinie 3 km od Esine prawdopodobnie z powodu błędnych decyzji pilotów. Obaj piloci zginęli w wypadku[6]
- 8 marca 2004 samolot CL-415 o rejestracji F-ZBEZ podczas lotu treningowego dwóch pilotów  pod nadzorem instruktora rozbił się 85 km na północny wschód od Marsylii na jeziorze w okolicy miasteczka Les Salles-sur-Verdon. Przyczyną wypadku podczas ćwiczebnego pobierania wody było podejście pod złym kątem do lustra wody, co spowodowało rozpadnięcie samolotu. Instruktor i jeden z pilotów zginęli. Drugi pilot został odnaleziony żywy ze znaczną hipotermią (temperatura wody wynosiła 6° C)[7]
- 18 marca 2005 samolot CL-415 o rejestracji I-DPCK rozbił się podczas akcji gaszenia pożaru lasu w okolicy miasteczka Seravezza we Włoszech po uderzeniu w linię energetyczną. Obaj piloci zginęli[8]
- 23 lipca 2007 samolot CL-415 Greckich Sił Lotniczych rozbił się podczas akcji gaśniczej na wyspie Eubea w Grecji[9]
- 3 lipca 2013 kanadyjski samolot CL-415 o rejestracji C-FIZU rozbił się podczas akcji gaszenia pożaru lasu w okolicy miasteczka Wabush. Po pobraniu wódz z pobliskiego jeziora piloci stracili kontrolę nad samolotem, który wpadł do jeziora. Piloci zostali podjęci przez jednostkę ratowniczą ze skrzydła, które wystawało nad poziom wody[10]
- 27 października 2022 samolot CL-415 o rejestracji I-DPCN rozbił się podczas gaszenia pożaru lasu na zboczach wulkanu Etna w pobliżu miejscowości Linguaglossa (Sycylia). Obaj piloci zginęli. Samolot należał do Departamentu Straży Pożarnej, Ratownictwa Publicznego i Ochrony Ludności, a jego operatorem była firma Babcock, która posiada uprawnienia do serwisowania samolotów serii CL-215 i CL-415 we Włoszech[11]
- 9 stycznia 2025 samolot CL-415 o rejestracji C-GQBE podczas akcji gaszenia lasów w okolicy Los Angeles w Kalifornii zderzył się z cywilnym dronem, który naruszył zakazaną porzestrzeń powietrzną. Z powodu uszkodzenia krawędzi natarcia skrzydła samolot został na jakiś czas uziemiony[12]